# Liste der Kulturdenkmäler in Rosbach vor der Höhe

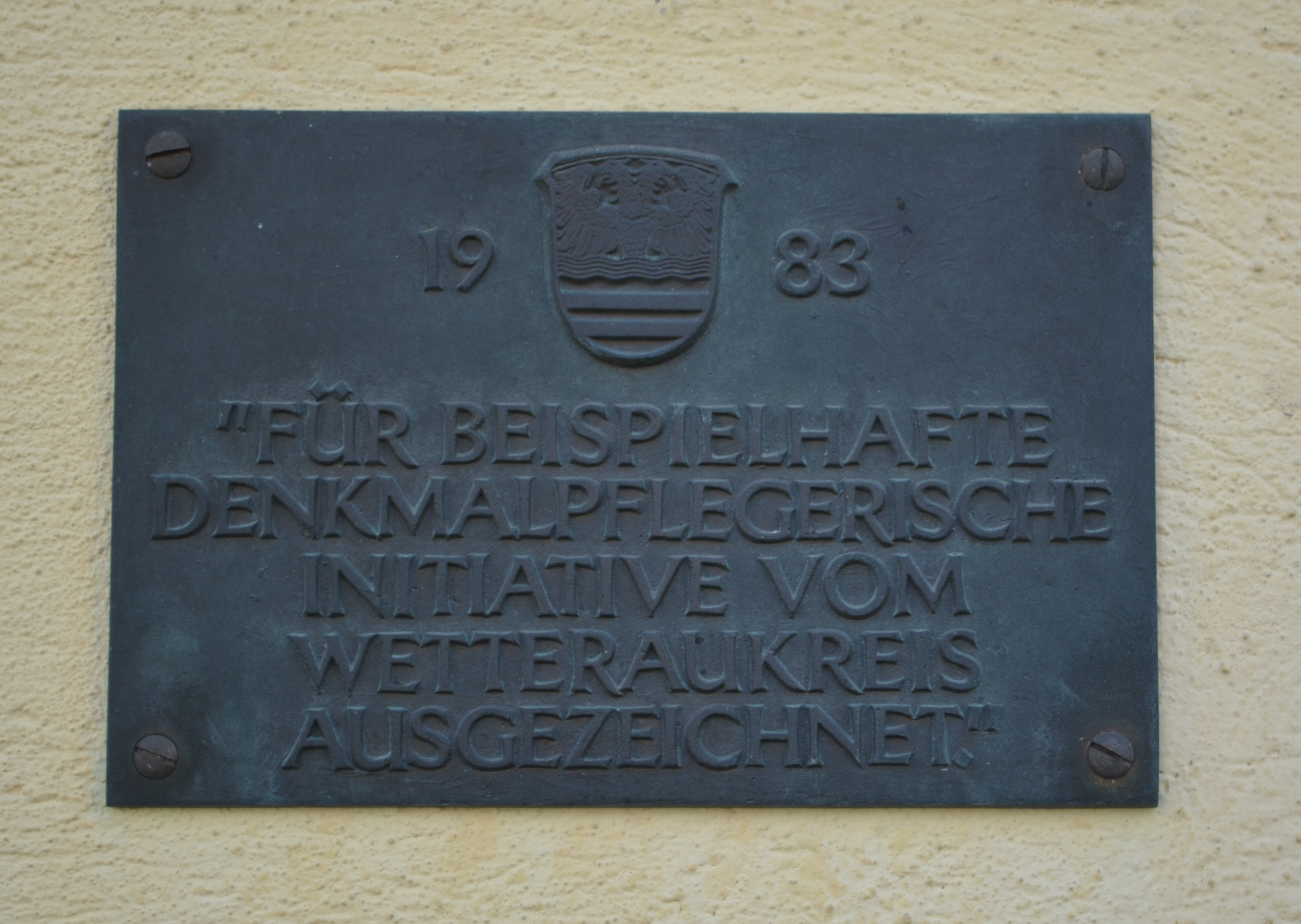
Auszeichnung des Wetteraukreises

Die folgende Liste enthält die in der Denkmaltopographie ausgewiesenen Kulturdenkmäler auf dem Gebiet  der  Stadt Rosbach vor der Höhe, Wetteraukreis, Hessen.
Hinweis: Die Reihenfolge der Denkmäler in dieser Liste orientiert sich zunächst an Stadtteilen und anschließend der Anschrift, alternativ ist sie auch nach der Bezeichnung, der vom Landesamt für Denkmalpflege vergebenen Nummer oder der Bauzeit sortierbar.
Kulturdenkmäler werden fortlaufend im Denkmalverzeichnis des Landes Hessen durch das Landesamt für Denkmalpflege Hessen auf Basis des Hessischen Denkmalschutzgesetzes (HDSchG) geführt. Die Schutzwürdigkeit eines Kulturdenkmals hängt nicht von der Eintragung in das Denkmalverzeichnis des Landes Hessen oder der Veröffentlichung in der Denkmaltopographie ab.

## Nieder-Rosbach
| Bild                                       | Bezeichnung                                | Lage                                           | Beschreibung | Bauzeit | Objekt-Nr. |
| ------------------------------------------ | ------------------------------------------ | ---------------------------------------------- | ------------ | ------- | ---------- |
|                                            |                                            | Erbsengasse 10 LageFlur: 1, Flurstück: 790/1   |              |         | 6796 DDB   |
|                                            |                                            | Frankenstraße 1 LageFlur: 1, Flurstück: 784/1  |              |         | 6798 DDB   |
|                                            |                                            | Frankenstraße 2 LageFlur: 1, Flurstück: 720/1  |              |         | 6800 DDB   |
|                                            |                                            | Frankenstraße 8 LageFlur: 1, Flurstück: 716    |              |         | 6802 DDB   |
|                                            |                                            | Frankenstraße 17 LageFlur: 1, Flurstück: 636/1 |              |         | 6804 DDB   |
| Gemeindehaus, ehem. Pfarrscheune           | Gemeindehaus, ehem. Pfarrscheune           | Frankenstraße 19 LageFlur: 1, Flurstück: 638/1 |              |         | 6806 DDB   |
|                                            |                                            | Frankenstraße 20 LageFlur: 1, Flurstück: 657   |              |         | 6808 DDB   |
|                                            |                                            | Frankenstraße 21 LageFlur: 1, Flurstück: 642   |              |         | 6810 DDB   |
|                                            |                                            | Frankenstraße 23 LageFlur: 1, Flurstück: 643   |              |         | 6812 DDB   |
| Bild gesucht BW                            | Nieder-Rosbach                             | Gesamtanlage Lage                              |              |         | 6794 DDB   |
| Ev. Pfarrkirche                            | Ev. Pfarrkirche                            | Haingraben 10 LageFlur: 1, Flurstück: 640/1    |              |         | 6822 DDB   |
| Ehem. Wasserburg                           | Ehem. Wasserburg                           | Haingraben 17 LageFlur: 1, Flurstück: 615/10   |              |         | 6814 DDB   |
| Bild gesucht BW                            |                                            | Schulstraße 17 LageFlur: 1, Flurstück: 816/1   |              |         | 6816 DDB   |
|                                            |                                            | Schulstraße 18 LageFlur: 1, Flurstück: 635     |              |         | 6818 DDB   |
| Dorfgemeinschaftshaus, ursprünglich Schule | Dorfgemeinschaftshaus, ursprünglich Schule | Schulstraße 20 LageFlur: 1, Flurstück: 632/3   |              |         | 6820 DDB   |

## Ober-Rosbach
| Bild                  | Bezeichnung                                           | Lage                                                              | Beschreibung | Bauzeit | Objekt-Nr. |
| --------------------- | ----------------------------------------------------- | ----------------------------------------------------------------- | --- | ------- | ---------- |
| weitere Bilder        | Bahnhof Rosbach v d Höhe                              | Am Bahnhof 6 LageFlur: 5, Flurstück: 266/3                        | |         | 6904 DDB   |
| weitere Bilder        | Limeskastell Kapersburg                               | Außenliegend Lage                                                 | |         | 6906 DDB   |
| Bild gesucht BW       |                                                       | Baidergasse 1 LageFlur: 1, Flurstück: 627/2                       | |         | 6830 DDB   |
| weitere Bilder        |                                                       | Baidergasse 2 LageFlur: 1, Flurstück: 782                         | |         | 6832 DDB   |
| weitere Bilder        |                                                       | Baidergasse 4 LageFlur: 1, Flurstück: 780                         | |         | 6834 DDB   |
| Baidergasse 11        |                                                       | Baidergasse 11 LageFlur: 1, Flurstück: 639                        | |         | 6836 DDB   |
| weitere Bilder        | Beinhardshof                                          | Außenliegend (Beinhardshof) LageFlur: 31, Flurstück: 5/3          | |         | 6908 DDB   |
| weitere Bilder        | Ehem. Solms-Rödelheim'sches Forstamt                  | Beinhardshof LageFlur: 31, Flurstück: 11/1                        | |         | 6910 DDB   |
| weitere Bilder        | Friedhof                                              | Bergstraße o. Nr. LageFlur: 1, Flurstück: 241/3                   | Auf dem Friedhof stehen zwei Ehrenmäler unter Schutz: Das Denkmal für die Gefallenen des Deutsch-Französischen Krieges 1870/71, ein Obelisk mit Ehrenkranz und die Gedenkstätte von 1926 für die Gefallenen Ober-Rosbachs aus dem 1. Weltkrieg in Form einer quadratischen offenen Halle mit eingezogenem Pyramidendach. | 1895    | 6838 DDB   |
| Friedberger Straße 1  |                                                       | Friedberger Straße 1 LageFlur: 1, Flurstück: 556                  | |         | 6840 DDB   |
| weitere Bilder        |                                                       | Friedberger Straße 3 LageFlur: 1, Flurstück: 557                  | |         | 6842 DDB   |
| Friedberger Straße 7  |                                                       | Friedberger Straße 7 LageFlur: 1, Flurstück: 584/3                | |         | 6844 DDB   |
| Friedberger Straße 9  | Ehem. Gasthof 'Der Goldene Stern', heute 'Zur Linde'  | Friedberger Straße 9 Lage                                         | |         | 6846 DDB   |
| Friedberger Straße 23 |                                                       | Friedberger Straße 23 LageFlur: 1, Flurstück: 389                 | |         | 6848 DDB   |
| Friedberger Straße 32 |                                                       | Friedberger Straße 32 LageFlur: 1, Flurstück: 327/1               | |         | 6850 DDB   |
| Friedberger Straße 34 |                                                       | Friedberger Straße 34 LageFlur: 1, Flurstück: 326                 | |         | 6852 DDB   |
| Fuhrstraße 2          | Saalbau                                               | Fuhrstraße 2 LageFlur: 1, Flurstück: 320 und 321                  | |         | 6854 DDB   |
| Bild gesucht BW       | Ober-Rosbach                                          | Gesamtanlage Ober-Rosbach Lage                                    | |         | 6826 DDB   |
| weitere Bilder        |                                                       | Hintergasse 1 LageFlur: 1, Flurstück: 558                         | |         | 6856 DDB   |
| Hintergasse 2         |                                                       | Hintergasse 2 LageFlur: 1, Flurstück: 582                         | |         | 6858 DDB   |
| Bild gesucht BW       |                                                       | Hintergasse 3 LageFlur: 1, Flurstück: 551                         | |         | 6860 DDB   |
| Bild gesucht BW       |                                                       | Hintergasse 6 LageFlur: 1, Flurstück: 580                         | |         | 6862 DDB   |
| weitere Bilder        | Marktbrunnen                                          | Homburger Straße o. Nr. LageFlur: 1, Flurstück: 1336              | | 1833    | 6864 DDB   |
| weitere Bilder        | Ehem. herrschaftliches Gut und spätgotischer Wehrturm | Homburger Straße 1a/3 LageFlur: 1, Flurstück: 621/5, 623/5, 623/4 | |         | 6866 DDB   |
| weitere Bilder        | Ehem. Rathaus und 'Sommerhaus'                        | Homburger Straße 2 LageFlur: 1, Flurstück: 554                    | |         | 6868 DDB   |
| Homburger Straße 4    |                                                       | Homburger Straße 4/6 LageFlur: 1, Flurstück: 548/1                | |         | 6870 DDB   |
| Homburger Straße 7    |                                                       | Homburger Straße 7 LageFlur: 1, Flurstück: 626                    | |         | 6872 DDB   |
| Homburger Straße 9    |                                                       | Homburger Straße 9 LageFlur: 1, Flurstück: 783                    | |         | 6874 DDB   |
| Homburger Straße 11   |                                                       | Homburger Straße 11 LageFlur: 1, Flurstück: 784                   | |         | 6876 DDB   |
| Homburger Straße 13   |                                                       | Homburger Straße 13 LageFlur: 1, Flurstück: 786                   | |         | 6878 DDB   |
| weitere Bilder        | Zollhaus                                              | Homburger Straße 17 LageFlur: 1, Flurstück: 1716                  | |         | 6880 DDB   |
| weitere Bilder        | Ehem. Pfarrhäuser                                     | Kirchstraße 1 LageFlur: 1, Flurstück: 610/2                       | |         | 6882 DDB   |
| Bild gesucht BW       | Ev. Pfarrkirche                                       | Kirchstraße 3 LageFlur: 1, Flurstück: 614/2                       | |         | 6884 DDB   |
| Kirchstraße 14        | Kaplanshaus'                                          | Kirchstraße 14 LageFlur: 1, Flurstück: 652                        | |         | 6886 DDB   |
| weitere Bilder        |                                                       | Neuer Weg 2 LageFlur: 1, Flurstück: 368                           | |         | 6890 DDB   |
| Bild gesucht BW       |                                                       | Nieder-Rosbacher-Straße 2 LageFlur: 1, Flurstück: 536/1           | |         | 6892 DDB   |
| Bild gesucht BW       | Ortsbefestigung                                       | Ortsbefestigung Lage                                              | |         | 6827 DDB   |
| weitere Bilder        |                                                       | Querstraße 1 LageFlur: 1, Flurstück: 725                          | |         | 6894 DDB   |
| Querstraße 3          |                                                       | Querstraße 3 LageFlur: 1, Flurstück: 726                          | |         | 6896 DDB   |
| weitere Bilder        |                                                       | Steinstraße 2 LageFlur: 1, Flurstück: 785                         | |         | 6898 DDB   |
| Steinstraße 3         |                                                       | Steinstraße 3 LageFlur: 1, Flurstück: 750/1                       | |         | 6900 DDB   |
| weitere Bilder        | Jüdischer Friedhof                                    | Taunusstraße LageFlur: 15, Flurstück: 527/7                       | Der ehemalige jüdische Friedhof ist nicht erhalten. Er ist als eingefriedete Grünfläche gestaltet. Ein Gedenkstein erinnert an den Friedhof. |         | 6902 DDB   |

## Rodheim vor der Höhe
| Bild                                     | Bezeichnung                              | Lage                                                                  | Beschreibung | Bauzeit | Objekt-Nr. |
| ---------------------------------------- | ---------------------------------------- | --------------------------------------------------------------------- | --- | ------- | ---------- |
| Amtsgasse 13, Torbau                     | Torbau                                   | Amtsgasse 13 LageFlur: 1, Flurstück: 544/2                            | |         | 6917 DDB   |
| weitere Bilder                           | Einfriedung des Friedhofes von 1902      | Außenliegend LageFlur: 10, Flurstück: 27                              | |         | 7001 DDB   |
| Borngasse 9                              |                                          | Borngasse 9/11 LageFlur: 1, Flurstück: 385 und 380                    | |         | 6921 DDB   |
| Fachwerkhaus                             | Fachwerkhaus                             | Borngasse 13 LageFlur: 1, Flurstück: 392                              | |         | 6923 DDB   |
| weitere Bilder                           |                                          | Burggasse 3 LageFlur: 1, Flurstück: 429                               | |         | 6925 DDB   |
| Bild gesucht BW                          | Rodheim                                  | Gesamtanlage Lage                                                     | |         | 6914 DDB   |
| Hauptstraße 3                            |                                          | Hauptstraße 3 LageFlur: 1, Flurstück: 557                             | |         | 6927 DDB   |
| weitere Bilder                           |                                          | Hauptstraße 6 LageFlur: 1, Flurstück: 570                             | |         | 6929 DDB   |
| weitere Bilder                           |                                          | Hauptstraße 4 LageFlur: 1, Flurstück: 569                             | |         | 6931 DDB   |
|                                          |                                          | Hauptstraße 8 LageFlur: 1, Flurstück: 488                             | |         | 6933 DDB   |
| Bild gesucht BW                          |                                          | Hauptstraße 10 LageFlur: 1, Flurstück: 489                            | |         | 6935 DDB   |
| weitere Bilder                           | Rathaus und ehem. Faselstall             | Hauptstraße 12/14 LageFlur: 1, Flurstück: 490                         | |         | 6937 DDB   |
| Ehem. lutherische, heute ev. Pfarrkirche | Ehem. lutherische, heute ev. Pfarrkirche | Hauptstraße 16 LageFlur: 1, Flurstück: 491                            | |         | 6939 DDB   |
| weitere Bilder                           | Mittelalterlicher Chorturm               | Hauptstraße 27 LageFlur: 1, Flurstück: 500/2                          | |         | 6941 DDB   |
|                                          |                                          | Hauptstraße 31 LageFlur: 1, Flurstück: 518                            | |         | 6943 DDB   |
|                                          |                                          | Hauptstraße 42 LageFlur: 1, Flurstück: 414                            | Das Haus ist ein vierseitiges Bauerngehöft, dessen älteste Teile aus der Zeit um 1700 stammen. Unter dem Putz verbirgt sich vermutlich ein Fachwerkhaus. |         | 6945 DDB   |
| Bahnhof Rodheim                          | Bahnhof Rodheim                          | Hauptstraße 80 LageFlur: 9, Flurstück: 275/6                          | |         | 6947 DDB   |
|                                          |                                          | Holzhäuser Straße 15 LageFlur: 1, Flurstück: 661                      | |         | 6949 DDB   |
|                                          |                                          | Junkergasse 2 LageFlur: 1, Flurstück: 348                             | |         | 6951 DDB   |
| Schule                                   | Schule                                   | Junkergasse 5 LageFlur: 1, Flurstück: 525/1                           | Das durch Kreisbaumeister Süffert erbaute spätklassizistische Schulgebäude war von seiner Einweihung am 30. November 1864 bis 1999 Schule des Ortes und seit 2001 Kindertagesstätte. |         | 6953 DDB   |
| 'Junkernhof'                             | 'Junkernhof'                             | Junkergasse 12-16 LageFlur: 1, Flurstück: 342/1, 341/2, 341/3 und 338 | |         | 6955 DDB   |
| Bild gesucht BW                          |                                          | Kirchgasse 1 LageFlur: 1, Flurstück: 503/1                            | |         | 6957 DDB   |
| Pfarrhaus                                | Pfarrhaus                                | Königstraße 1 LageFlur: 1, Flurstück: 582                             | |         | 6959 DDB   |
| Bild gesucht BW                          |                                          | Königstraße 2 LageFlur: 1, Flurstück: 555                             | |         | 6961 DDB   |
|                                          |                                          | Königstraße 7 LageFlur: 1, Flurstück: 612/2                           | |         | 6963 DDB   |
| Bild gesucht BW                          |                                          | Königstraße 15 LageFlur: 1, Flurstück: 617                            | |         | 6965 DDB   |
| Ehemaliges Gasthaus 'Hanauer Hof'        | Ehemaliges Gasthaus 'Hanauer Hof'        | Königstraße 19 LageFlur: 1, Flurstück: 622/6                          | |         | 6967 DDB   |
|                                          |                                          | Königstraße 20 LageFlur: 1, Flurstück: 544/3                          | Das Fachwerkhaus von 1679 war Teil des Stolberger Hofes. Die Grafschaft Stolberg-Königstein war bis 1572/78 zur Hälfte an Rodheim beteiligt. Der herrschaftliche Hof, soll auch die angrenzenden Anwesen Amtsgasse 13 und 14 mit umfasst haben und war über das in der Amtsgasse gelegene steinerne Tor zugänglich(vgl. Amtsgasse 20). |         | 6969 DDB   |
| Bild gesucht BW                          |                                          | Metzgergasse 2 LageFlur: 1, Flurstück: 332                            | |         | 6973 DDB   |
| weitere Bilder                           |                                          | Nieder-Wöllstädter Straße 1 LageFlur: 1, Flurstück: 487               | |         | 6975 DDB   |
| weitere Bilder                           |                                          | Nieder-Wöllstädter Straße 3 LageFlur: 1, Flurstück: 485               | |         | 6977 DDB   |
| weitere Bilder                           |                                          | Nieder-Wöllstädter Straße 6 LageFlur: 1, Flurstück: 575/1             | |         | 6979 DDB   |
| weitere Bilder                           | Ehem. Spritzen- und Stockhaus            | Nieder-Wöllstädter Straße 8 LageFlur: 1, Flurstück: 576               | |         | 6981 DDB   |
| weitere Bilder                           |                                          | Nieder-Wöllstädter Straße 10 LageFlur: 1, Flurstück: 7                | |         | 6983 DDB   |
|                                          |                                          | Nieder-Wöllstädter Straße 18 LageFlur: 1, Flurstück: 39               | |         | 6985 DDB   |
|                                          |                                          | Nieder-Wöllstädter Straße 22 LageFlur: 1, Flurstück: 57/1             | |         | 6987 DDB   |
| Ortsbefestigung                          | Ortsbefestigung                          | Ortsbefestigung Lage                                                  | |         | 6915 DDB   |
| Ehem. Gasthof 'Zum Grünen Baum'          | Ehem. Gasthof 'Zum Grünen Baum'          | Pfortgasse 1 LageFlur: 1, Flurstück: 326/1                            | Fachwerkhaus des 18. Jahrhunderts. Ursprünglich eine Küferei, später der Gasthof 'Zum Grünen Baum'. Der auffällige Anbau mit Erker auf einer Mittelsäule ruhend stammt aus dem Jahr 1927 |         | 6989 DDB   |
|                                          |                                          | Pfortgasse 4 LageFlur: 1, Flurstück: 657/1                            | Zweigeschossiges giebelständiges Gebäude aus dem 17. Jahrhundert. Schwelle des Obergeschosses profiliert. Aussteifung durch Mann-Formen an den Eckpfosten. Rautennetze unter den Fenstern am Eckgeschoss |         | 6991 DDB   |
|                                          |                                          | Pfortgasse 10 LageFlur: 1, Flurstück: 652                             | Zweigeschossiges giebelständiges Wohngebäude aus dem 18. Jahrhundert. |         | 6993 DDB   |
|                                          |                                          | Seeweg 1 LageFlur: 1, Flurstück: 615/4                                | |         | 6995 DDB   |
|                                          |                                          | Wethgasse 2 LageFlur: 1, Flurstück: 418                               | |         | 6997 DDB   |